# Swedish Open 2011
Lo Swedish Open 2011 è stato un torneo di tennis giocato sulla terra rossa facente parte della categoria ATP World Tour 250 series nell'ambito dell'ATP World Tour 2011 e della categoria International nell'ambito del WTA Tour 2011. Sia il torneo maschile che femminile si sono tenuti a Båstad in Svezia. Il torneo femminile è stato giocato dal 4 al 10 luglio, quello maschile dall'11 al 17 luglio 2011. È stata la 64ª edizione del torneo maschile e la 3ª del torneo femminile.

## Partecipanti WTA

### Teste di serie
| Giocatrice                 | Nazionalità | Ranking* | Testa di serie |
| -------------------------- | ----------- | -------- | -------------- |
| Caroline Wozniacki         | Danimarca   | 1        | 1              |
| Flavia Pennetta            | Italia      | 21       | 2              |
| Lucie Šafářová             | Rep. Ceca   | 32       | 3              |
| Lourdes Domínguez Lino     | Spagna      | 48       | 4              |
| Vera Duševina              | Russia      | 51       | 5              |
| Iveta Benešová             | Rep. Ceca   | 53       | 6              |
| Barbora Záhlavová-Strýcová | Rep. Ceca   | 55       | 7              |
| Polona Hercog              | Slovenia    | 59       | 8              |

- Ranking del 21 giugno 2010.

### Altre partecipanti
Le seguenti giocatrici hanno ricevuto una wild-card per il tabellone principale:
- Ellen Allgurin
- Hilda Melander
- Anna Brazhnikova

Le seguenti giocatrici sono entrate nel tabellone principale passando dalle qualificazioni:

- Tetjana Arefyeva
- Mona Barthel
- Alizé Lim
- Olivia Rogowska

## Partecipanti ATP

### Teste di serie
| Giocatore       | Nazionalità | Ranking* | Testa di serie |
| --------------- | ----------- | -------- | -------------- |
| Robin Söderling | Svezia      | 5        | 1              |
| David Ferrer    | Spagna      | 6        | 2              |
| Tomáš Berdych   | Rep. Ceca   | 9        | 3              |
| Nicolás Almagro | Spagna      | 13       | 4              |
| Tommy Robredo   | Spagna      | 33       | 5              |
| Juan Mónaco     | Argentina   | 43       | 6              |
| Andrej Golubev  | Kazakistan  | 45       | 7              |
| Potito Starace  | Italia      | 52       | 8              |

- Ranking del 4 luglio 2011.

### Altri partecipanti
I giocatori seguenti hanno ricevuto una wild card per l'ingresso nel tabellone principale singolare:
- Christian Lindell
- Michael Ryderstedt
- Andreas Vinciguerra

I giocatori seguenti hanno sono entrati come special exempt nel tabellone principale singolare:
- Michael Yani

I giocatori seguenti hanno superato tutti i turni di qualificazione per il tabellone principale singolare:

- Jonathan Dasnières de Veigy
- Diego Junqueira
- Guillermo Olaso
- Antonio Veić

## Campioni

### Singolare maschile
Robin Söderling ha sconfitto in finale  David Ferrer per 6–2, 6–2.
- È il 4º titolo dell'anno per Soderling, il 10° della sua carriera. È il 2º titolo a Bastad, dopo quello del 2009.

### Singolare femminile
Polona Hercog ha battuto in finale  Johanna Larsson con il punteggio di 6–4, 7–5
- È il 1º titolo della carriera di Polona Hercog.

### Doppio maschile
Robert Lindstedt /  Horia Tecău hanno sconfitto in finale  Simon Aspelin /  Andreas Siljeström per 6–3, 6–3.

### Doppio femminile
Lourdes Domínguez Lino e  María José Martínez Sánchez hanno battuto in finale  Nuria Llagostera Vives e  Arantxa Parra Santonja con il punteggio di 6–3, 6–3